# Elz (Neckar)
Die Elz, am Oberlauf auch Elzbach genannt, ist ein rechter Nebenfluss des Neckars im Neckar-Odenwald-Kreis in Baden-Württemberg von gut 39 km Länge. Sie durchfließt von Nord nach Süd den südöstlichen Odenwald. Die Mündung liegt 407 m tiefer als die Quelle.
Der mit 568 m ü. NHN topographisch höchste Punkt des Einzugsgebiets liegt ca. 900 m südwestlich der Elzquelle nahe dem Wasserreservoir auf dem Reisenberg.

## Name
Die römische Auxiliareinheit „Numerus Brittonum Elantiensium“ beinhaltet die erste belegte Nennung des Namens Elz. Die erste urkundliche Erwähnung des Flusses fand 1416 als Ellentz statt. Der Ort Neckarelz hingegen wird schon 773 als Alantia schriftlich genannt.
Der Name setzt sich wohl zusammen aus dem keltischen Verb *al- für 'nähren, aufziehen' und dem Suffix  -ant-.

## Geographie

### Verlauf
Die Elz entspringt im südöstlichen Odenwald nordwestlich von Mudau-Oberscheidental am Dickbuckel auf einer Höhe von 540 m ü. NN. Sie fließt zunächst durch Felder und Wiesen in Richtung Südosten auf Oberscheidental zu, passiert den alten Dorfkern der Ortschaft in dessen Südwesten und schlägt dann einen Bogen nach Nordosten, in dem sie den Ort Unterscheidental durchquert. Schon in der neuen Richtung wird sie von dem von links aus Waldauerbach kommenden Eisengraben gespeist, einen Kilometer weiter von diesem parallel laufenden Wasserrausch. Dann erreicht sie den Mudauer Ortsteil Ober-Langenelz und geht nunmehr in einen weiteren Bogen, in dessen Verlauf sie noch Mittel-Langenelz durchquert und Unter-Langenelz passiert, worauf sie recht lange ungefähr nach Süden läuft.
An der Einbacher Mühle, dem nächsten Siedlungsplatz im Tal, ist sie schon über 70 m gegenüber dem Gipfel des Kandelackers zu ihrer Rechten eingetieft. An der ihr gleich folgenden Laudenberger Schneidmühle fließt ihr der von Nordosten aus der gleichnamigen Buchener Ortschaft kommende Einbach zu, unterhalb des über dem bewaldeten rechten Talhang liegenden Limbacher Ortsteils Laudenberg selbst fällt ihr in einer rechten Schlinge ein durch die Ortschaft fließender Bach zu, der oberhalb des Dorfes in der steilen Maisenklinge entsteht.
In der folgenden Südostschlinge ihres Tales grenzt erstmals wieder mit dem südlichen Ortsteil von Limbach-Scheringen eine größere Siedlung ans rechte Ufer; hier läuft ihr auch von Osten der Landgraben zu. Im weiteren Südlauf durch ihr hier enges, waldbestandenes Tal ist dessen nächster Siedlungsplatz wieder nur ein Einzelanwesen, nämlich die Limbacher Mühle etwa einen Kilometer südöstlich des namengebenden und talfernen Hauptorts der Gemeinde. Weiter talab zwischen den Salztrögen im Osten und dem südlichen Herrenwald im Westen hat ihr weiterhin südwärtiges Tal einen kurzen Westversatz; hier wird ihre Wasserführung von der Lautzenklinge aus dem Nordosten gestärkt. Ab der gleich folgenden Heidersbacher Mühle zwängt sie sich zwischen den Hangwäldern der Sauheide und des Dicken Schlags durch und erreicht nun in einer auffälligen Talweitung Elztal-Rittersbach, das erste Taldorf seit Langenelz, an dessen Nordrand der Guckenbach sie von links erreicht. Im Ort steigt die B 27 aus dem Norden ins Tal ab, hält sich darin aber ob seiner Enge noch lange an den mittleren Hang.
Nach Rittersbach strebt sie forthin stets nach Südwesten, zunächst links am Weichselwald vorbei. Danach speist der Muckbach sie von dessen Seite. In beständiger Richtung fließt sie am Herrmannsberg im Südosten vorbei, nimmt von gegenüber die Hardsteigeklinge auf, dann wieder von Osten den aus dem gleichnamigen Dorf kommenden Auerbach. Hier tritt auch die Bahnstrecke Osterburken-Neckarelz ins Tal und schneidet dann gleich mit einem Tunnel unter dem Erstwald eine enge Nordwestschlinge des Tales ab. Nach dieser breitet sich übers Tal und den linken Hang dessen bisher größter Ort Elztal-Dallau, dessen alter Ortskern an der Talmündung des von Osten kommenden Lutenbaches liegt. Vor der südwestlichen Siedlungsgrenze Dallaus mündet noch aus einer kleinen Seitentalmulde von links her der Danterquellgraben, ehe unterhalb der letzten Industriebauten in der Talaue der bedeutendere Trienzbach sie von Norden her stärkt. Ab nun bleibt das Tal weiter und der Wald reicht kaum je wieder bis in die Talaue herunter. In Neckarburken, wo die Limeslinie das Tal quert, fließen ihr die Bücheldornklinge und von Norden der Klingengraben zu.

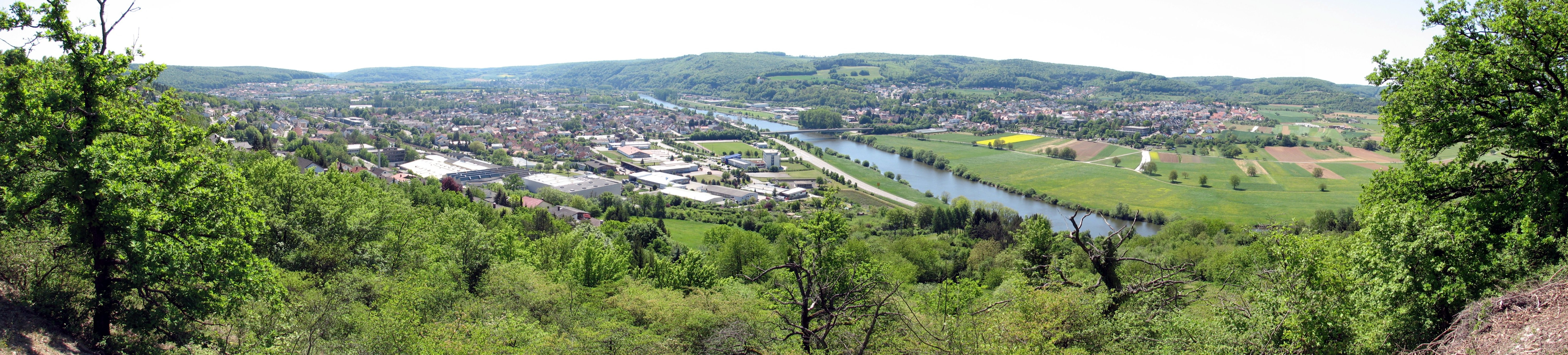
Der Elzmündungsraum mit (v. l. n. r.) Mosbach-Neckarelz, Mosbach-Diedesheim und Obrigheim

Jenseits der Mosbacher Stadtgrenze folgt noch in gleicher Mündungsrichtung der Hasbach, vor der oben auf dem rechten Talhügel stehenden Trabantensiedlung Waldstadt der Wolfgraben, danach von der Gegenseite der Bach durch die Bonschelklinge, in deren Auslaufbereich die Mosbacher Johannes-Diakonie liegt.  Von links läuft am Nordrand des Mosbacher Zentrums die Mittelklinge zu, dann in weit hinauf bis an die beginnende   Knopfklinge besiedeltem Seitental der beide durchlaufende Bach. Der größte Zufluss im engeren Stadtbereich ist jedoch der Nüstenbach am Freibad, der aus dem nördlichen gelegenen gleichnamigen Stadtteil herfließt. Im Westen des mit dem Stadtzentrum zusammengebauten Neckarelz mündet die Elz schließlich auf einer Höhe von 133 m ü. NN von rechts in den Neckar.

### Zuflüsse und Seen
Hierarchische Liste der Zuflüsse und  Seen von der Quelle zur Mündung. Auswahl, in der Regel ohne Mühlkanäle. Gewässerlänge, Seefläche, Einzugsgebiet und Höhe nach den entsprechenden Layern auf der Onlinekarte der LUBW. Andere Quellen für die Angaben sind vermerkt.
Ursprung des Elzbachs oder der Elz auf etwa 540 m ü. NHN ca. 1,0 km westnordwestlich von Oberscheidental in der Flurbucht Grünwaldsbaumweide im Wald.
- Eisengraben, von links und Nordwesten auf etwa 465 m ü. NHN nach Unterscheidental, 2,4 km und ca. 2,8 km².[LUBW 6] Entsteht auf etwa 517 m ü. NHN am Nordrand von Waldauerbach.
- Wasserrausch, von links und Nordwesten auf etwa 445 m ü. NHN[LUBW 7] vor (Ober-)Langenelz, 2,3 km und ca. 1,7 km².[LUBW 6] Entsteht auf etwa 519 m ü. NHN nordöstlich von Auerbach im Wald Hohebusch.
  -  Passiert auf etwa 512 m ü. NHN einen Waldteich, über 0,1 ha.
- Steinigsbächlein, von links und Norden auf etwa 440,6 m ü. NHN[LUBW 7] in (Mittel-)Langenelz, 0,9 km und 1,1 km². Entsteht auf etwa 458 m ü. NHN am Südrand von Mudau.
- Seeschlagbächlein, von links und Osten auf etwa 426 m ü. NHN bei (Unter-)Langenelz, 1,3 km und ca. 1,1 km².[LUBW 6] Entsteht auf etwa 453 m ü. NHN im Forstdistrikt Appenhau.
- Einbach, von links und Nordosten auf etwa 377 m ü. NHN an der Schneidemühle, 2,6 km und 2,3 km². Entsteht auf etwa 425 m ü. NHN im Wald Lenzig.
- (Bach aus der Maisenklinge), von rechts und Nordwesten auf etwa 357 m ü. NHN südöstlich von Laudenberg, 2,5X km und 3,6 km². Entsteht auf etwa 479 m ü. NHN nordwestlich von Laudenberg im Schlagwald.
- Landgraben, von links und Nordosten auf etwa 338 m ü. NHN in Scheringen, 5,4 km und 7,4 km². Der Quellbach entsteht auf etwa 399 m ü. NHN im Wald nordwestlich des Roßhofs.
- (Bach aus der Lautzenklinge), von rechts und Nordwesten auf etwa 277 m ü. NHN kurz vor der Heidersbacher Mühle, 2,4 km und ca. 3,5 km².[LUBW 6] Entsteht auf etwa 382 m ü. NHN Gam Südrand von Limbach.
- Guckenbach, von links und Norden auf etwa 255 m ü. NHN am Ortsanfang von Rittersbach, 4,7 km und 6,4 km². Entsteht auf etwa 381 m ü. NHN am Rabenbuckel nordwestlich von Heidersbach.
- Muckbach, von rechts und Nordwesten auf etwa 235 m ü. NHN südöstlich von Muckental, 3,8 km und 5,0 km². Entsteht auf etwa 362 m ü. NHN nordwestlich von Rineck.
- (Bach aus der Hardsteigeklinge), von rechts und Nordnordwesten auf etwa 217 m ü. NHN[LUBW 7], 1,4 km und ca. 1,1 km².[LUBW 6] Entsteht auf etwa 304 m ü. NHN im Wald Salzlacke südlich von Muckental.
- Auerbach, von links und Nordosten auf etwa 210 m ü. NHN westlich von Auerbach, 5,7 km und 10,0 km². Entsteht auf etwa 319 m ü. NHN nordöstlich von Rittersbach.
- (Bach aus der Dachsbauklinge), von rechts und Nordnordwesten auf etwa 204 m ü. NHN, 0,7 km und ca. 0,5 km².[LUBW 6] Entsteht auf etwa 285 m ü. NHN im Dallauer Forst.
- Luttenbach, von links und Ostnordosten auf etwa 187 m ü. NHN in Dallau, 2,4 km und ca. 3,9 km².[LUBW 6] Entsteht auf etwa 263 m ü. NHN nordnordöstlich von Dallau.
- Danterquellgraben, von links und Südsüdosten auf etwa 177 m ü. NHN gegenüber dem Gewerbegebiet von Dallau, 0,8 km und ca. 0,7 km².[LUBW 6] Entsteht auf knapp 290 m ü. NHN.
- Trienzbach, von rechts auf etwa 174 m ü. NHN nach Dallau, 19,1 km und 32,5 km².[LUBW 8] Entsteht auf etwa 495 m ü. NHN im Wald östlich von Unterscheidental.
Ab diesem Zufluss wird der Fluss nur noch Elz genannt
  - (Bach aus dem Holzwiesenwald), von links und Ostnordosten auf etwa 405 m ü. NHN nahe Limbach, 1,5 km und ca. 1,3 km².[LUBW 6] Entsteht auf etwa 461 m ü. NHN östlich der Waldlichtung Hartfeld.
    - (Bach vom Hirschberg), von links und Südosten auf etwa 420 m ü. NHN, 0,7 km und ca. 0,3 km².[LUBW 6] Entsteht auf etwa 464 m ü. NHN.

  - Balsbach, von rechts und Nordwesten auf etwa 389 m ü. NHN südöstlich von Balsbach, 2,3 km und 2,0 km². Entsteht auf etwa 506 m ü. NHN in der Flur westlich des Balsbacher Klosters
  - Klingenwaldbach, von rechts und Nordwesten auf etwa 478 m ü. NHN vor dem Freizeitgelände bei Krumbach, 1,4 km und ca. 1,4 km².[LUBW 6] Entsteht auf etwa 468 m ü. NHN südlich von Balsbach am Rand des Klingenwaldes.
  - Sodibach, von links und Osten auf etwa 350 m ü. NHN neben der Trienzbach-Brücke der L 584 Krumbach–Robern, 1,4 km und 2,2 km².
    -  Entsteht auf etwa 372 m ü. NHN im Nahbereich zweier Waldrandteiche am Südostende von Krumbach, zusammen über 0,1 ha.

  - Hagenbach, von rechts und Nordwesten auf etwa 349 m ü. NHN gleich nach dem vorigen, 3,2 km und 4,5 km². Entsteht auf etwa 494 m ü. NHN am Ortskern von Wagenschwend.
    - Wiesenbächlein, von rechts und Südwesten auf etwa 360 m ü. NHN bei Robern, 0,7 km und ca. 1,1 km².[LUBW 6] Entsteht auf etwa 392 m ü. NHN am Ortskern von Robern.

  - Rötebach, von links und Ostnordosten auf etwa 335 m ü. NHN, 1,0 km und ca. 0,9 km².[LUBW 6] Entsteht auf etwa 365 m ü. NHN in den Heidenäckern.
    - Heidenackergraben, von links und Osten auf etwa 355 m ü. NHN, 0,4 km und ca. 0,2 km².[LUBW 6] Entsteht auf etwa 365 m ü. NHN in den Heidenäckern.

  - (Bach aus der Löschklinge), von rechts und Westen auf etwa 290 m ü. NHN bei Im Trienzgrund, 0,5 km und XX km².[LUBW 6] Entsteht auf etwa 330 m ü. NHN nahe dem Ortsrand von Fahrenbach.
  - Krähenwaldbächlein, von links und Norden auf etwa 270 m ü. NHN, 1,1 km und ca. 0,6 km².[LUBW 6] Entsteht auf etwa 329 m ü. NHN südsüdöstlich von Trienz.
  -  Passiert einen Tiech links am Lauf auf etwa 250 m ü. NHN, 0,2 ha.
  - Finsterklingenbach, von links und Norden auf etwa 248 m ü. NHN kurz nach dem vorgenannten Teich, 1,7 km und ca. 1,8 km².[LUBW 6] Entsteht auf etwa 333 m ü. NHN südöstlich von Trienz.
  - (Bach aus der Kohlbergklinge), von links und Ostnordosten auf etwa 242 m ü. NHN, 0,6 km und ca. 0,2 km².[LUBW 6] Entsteht auf etwa 320 m ü. NHNim Dallauer Forst südlich des Jägerkreuzes.
  - (Klingenbach aus dem Rotebuckewald), von rechts und Westen auf etwa 234 m ü. NHN bei Sattelbach, 0,3 km und ca. 1,0 km².[LUBW 6] Entsteht auf etwa 270 m ü. NHN in seiner Waldklinge.
  - (Bach aus dem Lenz(en)teich), von rechts und Nordwesten auf etwa 218 m ü. NHN[LUBW 7] am Beginn der offenen Unterlauf-Aue, 1,5 km und 1,4 km².[LUBW 6] Entsteht auf etwa 303 m ü. NHN nahe der Straße Im Brunnenbach zwischen den Siedlungsgruppen von Sattelbach.
  -  Fließt durch eine Teichgruppe auf Höhen um 188 m ü. NHN bei Mariental hindurch, zusammen 0,5 ha.
- (Bach aus der Bücheldornklinge), von links und Südosten auf etwa 172 m ü. NHN unter den ersten Häusern von Neckarburken, 0,6 km und ca. 0,4 km².[LUBW 6] Entsteht auf etwa 195 m ü. NHN vor dem Südostrand von Neckarburken.
- Klingengraben, von rechts und Norden auf etwa 174 m ü. NHN vor dem Abgang des Mühlkanals in Neckarburken, 2,8 km und ca. 1,8 km².[LUBW 6] Entsteht auf etwa 282 m ü. NHN im nördlichen Bürgerwald.
- Hasbach, von rechts und Nordnordwesten auf etwa 166 m ü. NHN vor der Äußeren Säge von Mosbach, 3,6 km ab dem Zusammenfluss der Oberläufe und 5,8 km ab dem Ursprung des längeren Gänsbachs sowie 13,8 km². Zusammenfluss der Oberläufe auf etwa 242 m ü. NHN am Nordostende von Lohrbach neben der Straße Am Heidenbuckel.
  - Gänsbach, rechter und westnordwestlicher Hauptstrang-Oberlauf, 2,2 km und 4,4 km². Entsteht auf etwa 307 m ü. NHN nordwestlich der Stockackersiedlung von Lohrbach am Flurrand zum Waldgewann Eichbrunnen.
    - (Zufluss) , von links und Norden auf etwa 270 m ü. NHN beim Lohrbacher Tannenhof, 0,6 km und 2,0 km². Entsteht auf etwa 317 m ü. NHN wenig westlich einer Lichtung mit Waldhütte im Forstdistrikt Rohrbach.

  - Rohrbach, linker und nördlicher Nebenstrang-Oberlauf, 1,8 km und 3,1 km². Entsteht auf etwa 305 m ü. NHN am Nordostrand des Forstdistrikts Rohrbach zur offenen Flur.
    - (Bach aus der Katzenklinge), von links und Ostnordosten auf etwa 350 m ü. NHN bei zwischen der Kneipanlage von Lohrbach und dessen Ortsrand, ca. 0,8 km[LUBW 9] und ca. 0,4 km².[LUBW 6] Entsteht auf etwa 300 m ü. NHN nahe den westlichsten Häusergruppen von Sattelbach.

  - (Bach aus Lohrbach), von rechts und Westen auf etwa 229 m ü. NHN wenig östlich von Lohrbach, 1,0 km und 1,1 km². Entsteht auf etwa 270 m ü. NHN am Westrand von Lohrbach und durchfließt das Dorf zumeist verdolt.
  - (Bach vom Rand des Bürgerwaldes), von links und Ostnordosten auf etwa 222 m ü. NHN vor Mühle, 0,6 km und ca. 0,5 km².[LUBW 6] Entsteht auf etwa 275 m ü. NHN neben der L 525 Sattelbach–Neckarburken. Hat zwei rechte Oberläufe ähnlicher Länge.
  - Stehbach, von rechts und Westen aus der Biberklinge auf etwa 210 m ü. NHN bei Mühle, 0,7 km und 1,5 km². Entsteht auf etwa 255 m ü. NHN südlich von Lohrbach in schon langer Mulde. Etwa einen Kilometer weiter westlich gibt es Grabenabschnitte, die zum Wiesengewann Mittlerer Stehbach westlich des heutigen Ursprungs laufen.
    -  Passiert einen Teich rechts am Ufer auf etwa 250 m ü. NHN am Beginn der Niberklinge, 0,1 ha.

  -  Passiert auf etwa 205 m ü. NHN drei Teiche rechts am Lauf, zusammen 0,2 ha.
  - (Bach aus der Großen Hasbach), von rechts und Westen auf etwa 192 m ü. NHN, 0,6 km und ca. 0,8 km².[LUBW 6] Entsteht auf etwa 240 m ü. NHN im Waldgewann Große Hasbach.
  -  Passiert auf etwa 167 m ü. NHN eine Teichgruppe links am Lauf und vor der Bahnstrecke Osterburken–Neckarelz, zusammen 0,3 ha.
- Wolfsgraben, von rechts und Nordwesten auf etwa 160 m ü. NHN kurz vor und gegenüber den Mosbacher Johannesanstalten, 1,7 km und ca. 1,3 km².[LUBW 6] Entsteht auf etwa 240 m ü. NHN am oberen Ende der Lichtung Freibrunnenwiese.
  - Dachsbauklinge, von rechts und Westsüdwesten auf etwa 199 m ü. NHN am Ende der Freibrunnenwiese, 0,5 km und ca. 0,2 km².[LUBW 6] Entsteht auf etwa 265 m ü. NHN am Nordrand von Waldstadt.
- (Bach aus der Bonschelklinge), von links und Osten auf etwa 157 m ü. NHN durch die Johannesanstalten, 1,3 km und ca. 0,9 km².[LUBW 6] Entsteht auf etwa 260 m ü. NHN in einem Klingenriss im nördlichen Forstbezirk Galgenforlen.
- → (Abgang des Elzkanals), nach links auf etwa 154 m ü. NHN am Sportgelände bei den Johannesanstalten
- (Bach aus der Mittelklinge), von links und Ostnordosten auf etwa 155 m ü. NHN am Ende des Großen Elzparks in Mosbach an der Brücke des Wasemwegs, 1,7 km und ca. 1,0 km².[LUBW 6] Entsteht auf etwa 303 m ü. NHN im südlichen Forstbezirk Galgenforlen. Kreuzt den Elzkanal.
- (Bach aus der Knopfklinge), von links und Osten an der Amtshausstraße in Mosbach, 2,1 km und ca. 1,7 km².[LUBW 6] Entsteht auf etwa 302 m ü. NHN südöstlich des Knopfhofs an der oberen Steigenserpentine der L 527 nach Mosbach.
- ← (Rücklauf des Elzkanals), von links an der Bachmühle am Stadtzentrum von Mosbach, 1,2 km.
- Nüstenbach, von rechts und Nordnordwesten auf rund 150 m ü. NHN am Bad gegenüber dem Haltepunkt Mosbach West, 5,2 km und 6,7 km². Entsteht auf etwa 299 m ü. NHN südlich des Landeplatzes Lohrbach und passiert bald den Kandelbrunnen.
  - (Bach aus dem Hartwald), von rechts und Nordwesten auf etwa 244 m ü. NHN in den Hartwiesen, 0,8 km und ca. 0,6 km².[LUBW 6] Entsteht auf etwa 282 m ü. NHN im Hartwald.
    -  Durchfließt auf unter 250 m ü. NHN einen Teich am Waldrand zur offenen Auenflur, unter 0,1 ha.

  - (Bach von den Brunnenäckern), von rechts und Nordwesten auf unter 175 m ü. NHN am Beginn der Stadtbebauung von Mosbach, 1,3 km und ca. 1,0 km².[LUBW 6] Entsteht auf etwa 257 m ü. NHN an den Brunnenäckern. Fast ganz verdolt.

Mündung der Elz von rechts und zuletzt etwa Osten auf ca. 135 m ü. NHN in Neckarelz in den unteren Neckar. Der kleine Fluss ist 39,7 km lang und hat ein Einzugsgebiet von 159,9 km².

### Gemeinden, Orte und Siedlungsplätze
- Gemeinde Mudau
  - Oberscheidental (Dorf)
  - Unterscheidental (Dorf)

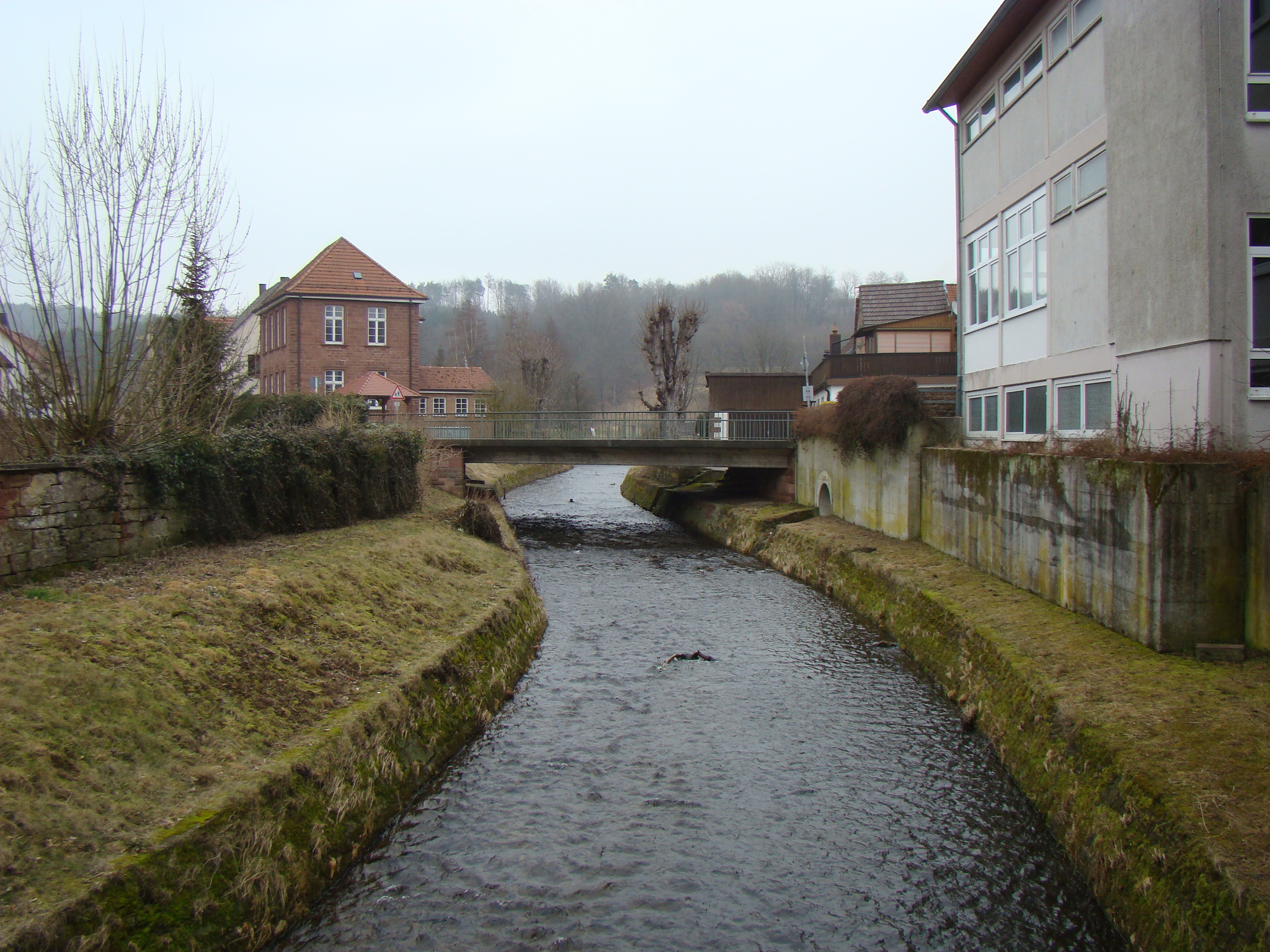
Die Elz in Rittersbach

  - Ober-, Mittel- und Unter-Langenelz (nur ein Dorf)
- Stadt Buchen (nur Anrainer, links)
  - Einbacher Mühle (Gehöft, zu Einbach, links)
- Gemeinde Limbach
  - Schneidemühle (Haus, zu Laudenberg, rechts)
  - Scheringen (Dorf, links)
  - Limbacher Mühle (Haus, zu Limbach, rechts)
  - Heidersbacher Mühle (Haus, zu Heidersbach, links)
- Gemeinde Elztal
  - Rittersbach
  - Obere Mühle (Haus, zu Dallau, rechts)
  - Dallau (Dorf)
  - Neckarburken (größtenteils links)
- Große Kreisstadt Mosbach
  - Johannes-Diakonie (Ort, zur Kernstadt Mosbach, links)
  - Mosbach (Kernstadt)
  - Hammerweg (Stadtteil, zur Kernstadt Mosbach, rechts)
  - Neckarelz (Stadtteil)

## Abfluss
Der Abfluss der Elz schwankt jahreszeitlich stark. So wurden bei Mosbach bei Niedrigwasser am 31. Oktober 1985 0,38 m³/s im Tagesmittel und bei Hochwasser am 1. Februar 1985 23,83 m³/s im Tagesmittel gemessen.

## Biosphäre

### Flora
In Naturschutzgebieten bei Mosbach kann man vor auf den nährstoffarmen Böden den Kalkmagerrasen und in nährstoffreicheren Zonen die Glatthaferwiesen antreffen. Auch die Wacholderheide kommt vor. Während man in den Heidengebiet dornige Pflanzen wie den Wacholder, die Schlehe, die Kratzdistel und den bitteren Fransen-Enzian antreffen kann, findet man in den Magerwiesen Orchideenarten wie die Hummel-Ragwurz. Weiterhin kommen in den Naturschutzgebieten der Liguster, der Hartriegel, der Weißdorn, die Berberitze, sowie verschiedenen Rosensträuchern vor.
Auch den Blutstorchschnabel, die Kalkaster und die Ästige Graslilie sind zu finden.

### Fauna

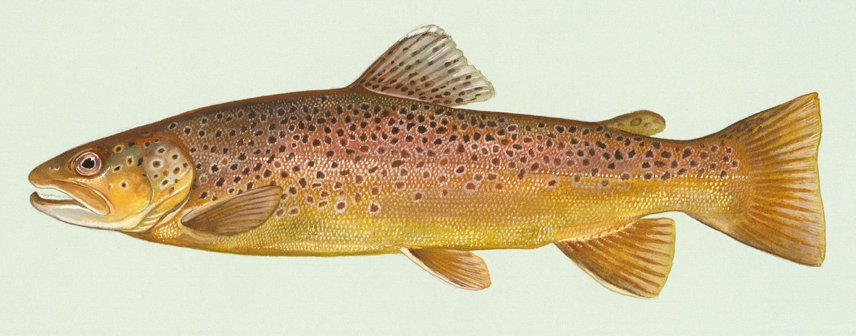
Bachforelle

In der Elz kommen u. a. die folgenden Fischarten vor:
Groppe, Elritze, Schmerle, Bach- und Regenbogenforelle, Döbel, Hasel, Aal, Gründling und Ukelei. Im Uferbereich der Elz kann man die Wasseramsel, die Bachstelze und den Eisvogel antreffen. In den Naturschutzgebieten bei Mosbach lebt der Wendehals und der Gartenrotschwanz. Auch der Rosenkäfer, das Widderchen, das Weißbindige Wiesenvögelchen, der Mauerfuchs, der Heidegrashüpfer, die Blauflügelige Ödlandschrecke, sowie die Kreuzspringspinne kommen dort vor.
2015/2016 siedelte sich der unter Artenschutz stehende Biber, vermutlich über den Neckar kommend, an der Elz an.

### LUBW
Amtliche Online-Gewässerkarte mit passendem Ausschnitt und den hier benutzten Layern: Lauf und Einzugsgebiet der Elz

Allgemeiner Einstieg ohne Voreinstellungen und Layer: Daten- und Kartendienst der Landesanstalt für Umwelt Baden-Württemberg (LUBW) (Hinweise)
1. 1 2  Länge nach dem Layer Gewässernetz (AWGN).
2. 1 2  Einzugsgebiet nach dem Layer Aggregierte Gebiete 05.
3. ↑  Seefläche nach dem Layer Stehende Gewässer.
4. ↑  Einzugsgebiet nach dem Layer Basiseinzugsgebiet (AWGN).
5. ↑  Höhe nach dem Höhenlinienbild auf dem Hintergrundlayer Topographische Karte.
6. 1 2 3 4 5 6 7 8 9 10 11 12 13 14 15 16 17 18 19 20 21 22 23 24 25 26 27 28 29 30 31 32  Einzugsgebiet abgemessen auf dem Hintergrundlayer Topographische Karte.
7. 1 2 3 4  Höhe nach schwarzer Beschriftung auf dem Hintergrundlayer Topographische Karte.
8. ↑  Einzugsgebiet aufsummiert aus den Teileinzugsgebieten nach dem Layer Basiseinzugsgebiet (AWGN).
9. ↑  Länge abgemessen auf dem Hintergrundlayer Topographische Karte.

### Andere Belege
1. ↑  Otto Klausing: Geographische Landesaufnahme: Die naturräumlichen Einheiten auf Blatt 151 Darmstadt. Bundesanstalt für Landeskunde, Bad Godesberg 1967. → Online-Karte (PDF; 4,3 MB)
2. ↑  Josef Schmithüsen: Geographische Landesaufnahme: Die naturräumlichen Einheiten auf Blatt 161 Karlsruhe. Bundesanstalt für Landeskunde, Bad Godesberg 1952. → Online-Karte (PDF; 5,1 MB)
3. ↑  Nach dem Höhenlinienbild auf der Topographischen Karte 1:25.000.
4. ↑  UM BW: Ausbaupotenzial der Wasserkraft bis 1.000 KW im Einzugsgebiet des Neckars unter Berücksichtigung ökologischer Bewirtschaftungsziele (Memento vom 29. Oktober 2013 im Internet Archive; PDF; 1,87 MB, S. 9)
5. ↑  Albrecht Greule: Deutsches Gewässernamenbuch. Walter de Gruyter, Berlin / Boston 2014, ISBN 978-3-11-057891-1, S. 124 f., „³Elz“ (Auszug in der Google-Buchsuche).
6. ↑  Talverlauf, -breite, Hangbewuchs, Ortslagen nach der Topographischen Karte 1:25.000.
7. 1 2  mosbach.de: Naturschutzgebiete in Mosbach: Hamberg, Henschelberg, Schreckberg (Memento vom 7. Dezember 2007 im Internet Archive; PDF; 1,97 MB)
8. ↑  Elz. In: fischereiverein-mosbach.de. Abgerufen am 13. Dezember 2024.
9. ↑  Seit einigen Wochen hat sich ein Biber an der Elz angesiedelt. (rnz.de [abgerufen am 5. Februar 2017]).